# Renate und Werner Renz
Renate und Werner Renz waren in den 1960er Jahren ein bekanntes Turniertanzpaar aus Bremen im Bereich Standard- und Lateinamerikanische Tänze.

## Karriere
Renate und Werner Renz erreichten von 1963 bis 1965 jeweils den vierten Platz der Deutschen Meisterschaft Standard. 1964 errangen sie den vierten Platz der Deutschen Meisterschaft Latein und den dritten Platz der Deutschen Meisterschaft über Zehn Tänze und 1965 den zweiten Platz der Deutschen Meisterschaft Latein. 1966 gewannen sie die Deutsche Meisterschaft über 10 Tänze und wurden Zweite der Deutschen Meisterschaft Standard sowie Dritte der Deutschen Meisterschaft Latein. 1967 wurden sie Zweite der Deutschen Meisterschaft Latein.
Bei der Weltmeisterschaft in den Lateinamerikanischen Tänzen 1966 wie auch bei der Weltmeisterschaft in den Standardtänzen von 1967 wurde das Paar Dritte.
Das Paar, das für den Grün-Gold-Club Bremen antrat, beendete 1967 seine Karriere als aktive Turniertänzer.
Das Paar wurde danach zu ADTV-Tanzlehrern ausgebildet. 1969 gründete es die Tanzschule Renz (heute Tanzschule Renz & Partner) in der Bremer Bornstraße und führte Tanzkurse im Concordenhaus im Schnoor, danach in Räumen des Niederdeutschen Theaters Bremen und im Restaurant Munte am Stadtwald sowie an weiteren Standorten durch. Als Veranstalter führte das Paar zwischen 1975 und 1989 in der Stadthalle Bremen mehrere deutsche, Europa- und Weltmeisterschaften durch.